# Uzbeščina
Uzbeščina (uzbeška izgovorjava: [ozˈbektʃæ; ozˈbek tiˈli]), prej znana kot Turki, spada med karluške turške jezike, ki ga govorijo Uzbeki. Je uradni in državni jezik Uzbekistana in je v 1920-ih letih formalno nasledil čagatajščino, zgodnejši karluški jezik, znan tudi kot "turki".
Uzbeščino kot materni ali drugi jezik govori 33 milijonov ljudi po vsem svetu, kar jo uvršča na drugo mesto med turškimi jezik, takoj za turščino. 
Obstajata dve glavni različici uzbeškega jezika: severno uzbeščino ali preprosto "uzbeščino" govorijo v Uzbekistanu, Kirgizistanu, Kazahstanu, Tadžikistanu, Turkmenistanu in na Kitajskem; južna uzbeščina pa v Afganistanu in Pakistanu.  Severna kot južna uzbeščina imata številna narečja. Uzbeščina in ujgurščina sta sestrska jezika in tvorita karluško oz. "jugovzhodno" vejo turških jezikov.
Na uzbeščino vplivajo arabski, perzijski in ruski jezik. Ena najbolj opaznih razlik med uzbeščino in drugimi turškimi jeziki je zaokroževanje samoglasnika /ɑ/ v /ɒ/, fonem, ki ga deli s sosednjo tadžiščino, različico nove perzijščine. Za razliko od drugih turških jezikov je samoglasniška harmonija v sodobni standardni uzbeščini skoraj popolnoma izginila, čeprav se do neke mere še vedno opazi v njenih narečjih in v ujgurščini.
Različna narečja uzbeščine kažejo različne stopnje vpliva drugih jezikov, kot sta kipčaščina in oguška turščina (na primer v slovnici), ter perzijščina (v slovnici in fonologiji), kar daje vtis, da je knjižna uzbeščina mešani jezik.
Februarja 2021 je uzbekistanska vlada objavila, da Uzbekistan do 1. januarja 2023 načrtuje popoln prehod uzbeškega jezika iz cirilice na pisavo, ki temelji na latinici Podobni roki za prehod so bili že večkrat podaljšani. Do leta 2024 večina ustanov še vedno uporablja obe abecedi.

## Klasifikacija
Uzbeščina spada med zahodni del karluških jezikov, podskupine turščine; vzhodna varianta je ujgurščina. Karluščina je klasificirana kot narečni kontinuum. Za severno uzbeščino je bilo ugotovljeno, da je to različica, ki jo razume največje število govorcev vseh turških jezikov, kljub temu da je močno perzianizirana, razen sibirskih turških jezikov. Visoka stopnja vzajemne razumljivosti, ki jo najdemo med nekaterimi turškimi jeziki,  omogoča govorcem uzbeščine, lažje razumevanje različnih drugih oddaljenih sorodnih jezikov.

## Število govorcev
Uzbeščino, ki je najbolj razširjen avtohtoni jezik v Srednji Aziji, govorijo tudi manjše etnične skupine v Uzbekistanu in v sosednjih državah.
Jezik govorijo tudi etnične skupine zunaj Uzbekistana. Ker je uzbeščina prevladujoči jezik v Regiji Oš v Kirgizistanu (in materni jezik mesta Oš), podobno kot v vzhodnem, južnem in jugovzhodnem Kirgizistanu (Regija Jalal-Abad), so etnični Kirgizi prav tako izpostavljeni uzbeščini in nekateri jo govorijo tekoče. To je pogosto tudi v preostalih srednjeazijskih republikah, vključno z Regijo Turkistan v Kazahstanu, severnim Daşoguz Welaýat v Turkmenistanu, Regijo Sugd in drugimi regijami Tadžikistana. To pomeni, da število govorcev uzbeščine kot drugega jezika variira od 1 do 5 milijonov govorcev.